# بوید بنکس
بوید بنکس (به انگلیسی: Boyd Banks) (زاده ۱۶ آوریل ۱۹۶۴ ) استندآپ کمدین و بازیگر کانادایی است.
از فیلم‌های معروف او می‌توان به بازی در فیلم تاکسیدو، هانک و مایک و جیسون ایکس اشاره کرد.